# بنینو دی گراندی
بنینو دی گراندی (انگلیسی: Benigno De Grandi; ۱۵ ژوئن ۱۹۲۴ – ۱۱ دسامبر ۲۰۱۴) بازیکن فوتبال اهل ایتالیا بود.
از باشگاه‌هایی که در آن بازی کرده‌است می‌توان به باشگاه فوتبال آ.ث. میلان، باشگاه فوتبال سمپدوریا، و باشگاه فوتبال پالرمو اشاره کرد.